# Arthur Joly
Pour les articles homonymes, voir Joly.

a Compétitions nationales et continentales officielles uniquement.

b Matchs officiels uniquement.
Dernière mise à jour le 1 mars 2025.
Arthur Joly, né le 20 février 1988 à Lagny-sur-Marne, est un joueur français de rugby à XV qui joue au poste de pilier droit.

## Biographie
Il fait ses débuts à l'UMS Pontault-Combault où il reste en formation de l'école de rugby jusqu'à l'équipe des moins de 17 ans avant de rejoindre le Rugby club Massy Essonne, pour jouer en moins de 19 ans puis une saison en senior à 20 ans. Il y occupe le poste de troisième ligne, puis de pilier droit.
Il intègre le centre de formation du Stade français en 2007 et fait ses débuts professionnels en 2009.
Il est sélectionné quatre fois en équipe de France des moins de 19 ans, en participant à la Coupe du monde en 2007.
En juin 2022, il participe à la tournée des Barbarians français aux États-Unis pour affronter la sélection américaine le 1er juillet 2022 à Houston. Les Baa-baas s'inclinent 26 à 21.
En novembre 2022, il est de nouveau appelé avec les Barbarians français, dans un groupe de 23 joueurs, pour affronter les Fidji au Stade Pierre-Mauroy.

## Palmarès
- Finaliste du Challenge européen en 2019 avec le Stade rochelais
- Finaliste de la Coupe d'Europe en 2021 avec le Stade rochelais
- Finaliste du Championnat de France en 2021 avec le Stade rochelais